# سالوادور کاپین
سالوادور کاپین (انگلیسی: Salvador Capín؛ زادهٔ ۱۴ مارس ۱۹۷۵) بازیکن فوتبال اهل اسپانیا است.
از باشگاه‌هایی که در آن بازی کرده‌است می‌توان به باشگاه فوتبال اوئسکا و باشگاه فوتبال اسپورتینگ خیخون اشاره کرد.